# Christian Louis Heinrich Köhler
Christian Louis Heinrich Köhler (Braunschweig, 5 settembre 1820 – Königsberg, 16 febbraio 1886) è stato un pianista e compositore tedesco.

## Biografia
Köhler studiò pianoforte sotto la guida di A. Sonnemann, teoria musicale e armonia con Christian L. D. Zinkeisen, Joseph Adolph Leibrock e violino con Christian Zinkeisen
a Braunschweig. 
Dal 1839 al 1843, su consiglio di Carl Czerny, continuò i suoi studi a Vienna, come allievo di Simon Sechter, di Ignaz von Seyfried per teoria e composizione, di
Carl Maria von Bocklet per il pianoforte.
Dal 1843 al 1847 è stato maestro di cappella dei teatri delle città di Marienburg, di Elbląg e di Königsberg; in questa ultima località, Köhler soggiornò definitivamente occupandosi soprattutto dell'insegnamento.
Nel 1847 lavorò allo Stadttheater di Königsberg come direttore. Allo stesso tempo si dedicò alla direzione e alla educazione musicale presso la sua scuola di musica (pianoforte e teoria musicale).
Tra gli allievi della scuola musicale annoveriamo: Hermann Goetz, Adolf Jensen e Alfred Reisenauer.
Inoltre assunse l'incarico di direzione della società corale cittadina.
Come giornalista scrisse recensioni per la Hartungsche Zeitung e effettuò nell'arco della sua carriera una vasta attività giornalistica, collaborando come critico musicale con varie riviste e giornali. 
Tra le sue composizioni principali, annoveriamo: la musica per l'Elena di Euripide; le opere Prinz und Maler, Maria Dolores, Gil Blas, Die Melodie der Sprache, Der Klavierfingesatz, Die neue Richtung in der Musik, Allgemeine Musiklehre.

## Opere
- Die Melodie der Sprache in ihrer Anwendung besonders auf das Lied und die Oper, Lipsia, 1853;
- Systematische Lehrmethode für Clavierspiel und Musik;
  - I. Teil: Die Mechanik als Grundlage der Technik;
  - II Teil: Musiklehre - Tonschriftwesen - Metrik - Harmonik, Lipsia, 1857;
- Führer durch den Klavierunterricht, Lipsia, 1858;
- Der Clavierunterricht. Studien, Erfahrungen und Ratschläge. Dritte, verbesserte und vermehrte Auflage, Lipsia, 1861;
- Die neue Richtung in der Musik, Lipsia, 1864;
- Volkstänze aller Nationen der Erde als bildende Übungs- und Unterhaltungsstücke für das Pianoforte in stufenweiser Folge vom Leichten zum Schweren bis zur höheren Ausbildung, 1876;
- Leichtfaßliche Harmonie- und Generalbaßlehre, 1880;
- Praktische Klavier-Schule Opus 300, Lipsia, 1880;
- Allgemeine Musiklehre für Lehrende und Lernende, Lipsia, 1882;
- Theorie der musikalischen Verzierungen für jede praktische Schule, besonders für Clavierspieler.